# Dendrobium longicornu
Dendrobium longicornu är en orkideart som beskrevs av John Lindley. Dendrobium longicornu ingår i släktet Dendrobium, och familjen orkidéer. Inga underarter finns listade i Catalogue of Life. Artens utbredningsområde är från centrala Himalaya till Kina (Yunnan och södra Guangxi).